# Купальня Сеченьи
Купальня Сеченьи (венг. Széchenyi fürdő) — самый большой банный комплекс Будапешта и Европы. Носит имя венгерского политика Иштвана Сеченьи. Строительство купальни началось в 1909 году по планам Дьёзё Циглера. Снабжение термальной водой, находящейся в Варошлигете, купальни обеспечивается скважиной Святого Иштвана номер II, которую сдали в эксплуатацию в 1938 году, а холодной водой — шестью меньшими скважинами. Комплекс располагает тремя внешними и пятнадцатью внутренними бассейнами. В купальне доступны разные виды терапии, работает дневная бальнеолечебница. Неофициально именуется будапештцами «Сечка» (венг. Szecska).

## История
Муниципальное собрание столицы начало заниматься идеей постройки купальни уже в 1884 году. Планировку поручили профессору Технического университета Дьёзё Циглеру. Однако общее собрание только в 1903 году утвердило планировку Циглера. Он, наверное, узнал об этом решении перед своей смертью и назначил своим постоянным заместителем Эдэ Дворака, дипломированного архитектора и профессора Технического университета.
Строительство начато 7 мая 1909 года, после многократных изменений места. Управляющим технической частью строительства был Енё Шмиттерер.
Купальня, которую сначала звали Артезианской, открыта 16 июня 1913 года уже под названием Лечебная купальня Сеченьи. Строительство стоило 3 900 000 золотых крон, общая площадь застроенной территории 6 220 м².
Тогда купальня состояла из индивидуальных купален, мужской и женской парных, а также мужского и женского общественных банных отделений. Количество посетителей в 1913 году превысило 200 000 человек, а в 1919 году достигло наибольшего числа масштабом 890 507 человек. Несмотря на это, между 1914 и 1915 годами купальня работала с убытком, причиной которого являлось отсутствие планированной водолечебницы, помимо влияний мировой войны на экономику.

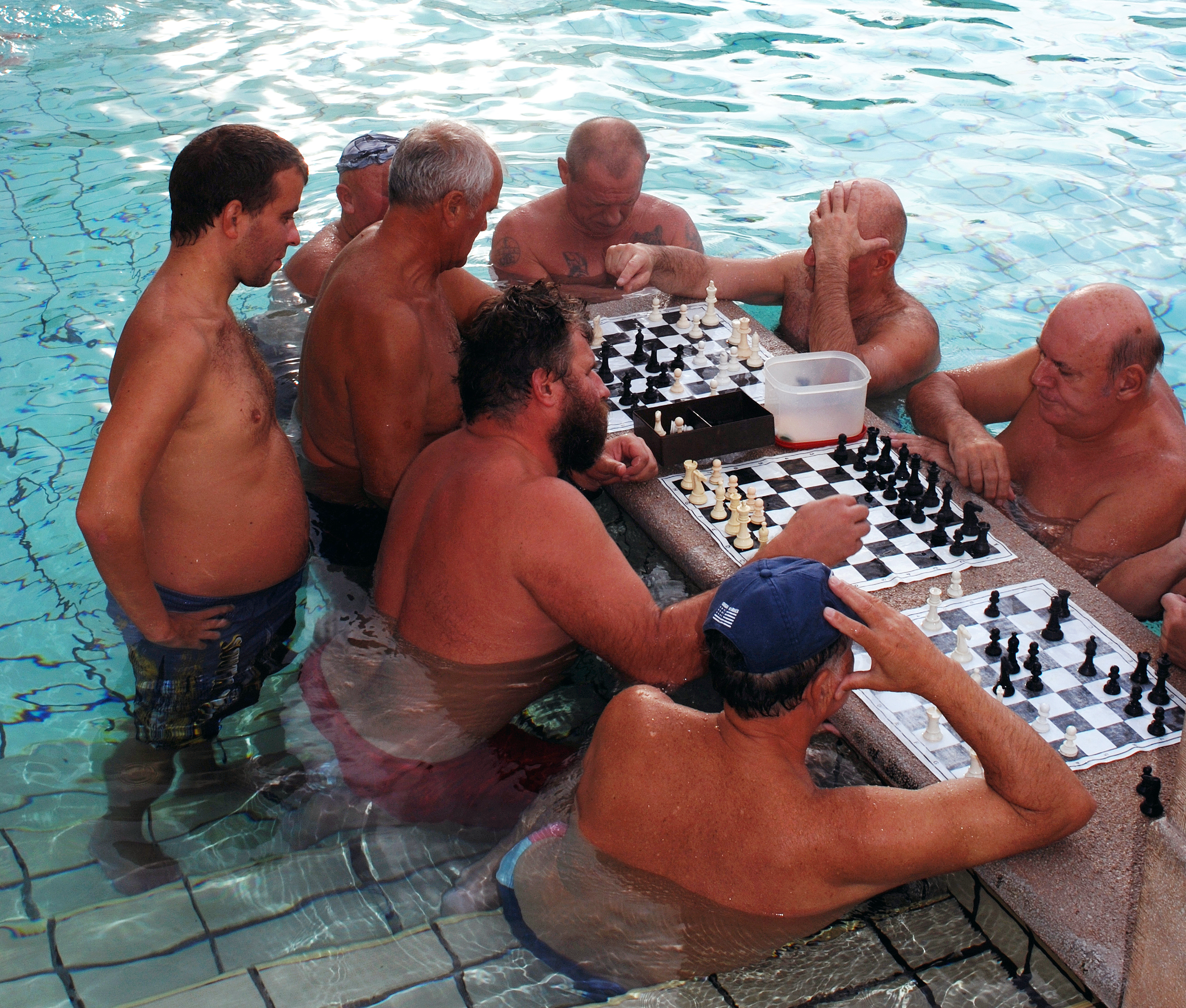
Шахматы в бассейне купальни Сеченьи

В 1924 году муниципальное собрание столицы, в рамках своих возможностей, приняло решение расширить купальню. 26 июня 1926 года отделом городского хозяйства назначен конкурс проектов на построение пляжа, в ответ на который пришло 35 заявок. Среди них проект архитектора младшего Имре Франчека (27 марта 1891 года, Будапешт — около 1952 года, Советский Союз, Гулаг) оценили наилучшим. Пляж открыт 19 августа 1927 года, но это не решило экономические проблемы купальни. Возросли затраты на водонагрев, поэтому, чтобы увеличить водоснабжение, надо было пробурить вторую артезианскую скважину. Буровые работы начали 9 июля 1936 года и они продолжались около двух лет. 16 марта 1938 года на глубине 1256 метров обнаружена термальная вода температурой 77 °С. Суточный дебит скважины 6000 кубометров, чем было решено водоснабжение и обогрев купальни. К 1939 году отопительная система переделана в геотермальную, а возле купальни построен питьевой павильон.
Число посетителей купальни росло до 1944 года. Во время Второй мировой войны 20 % здания разрушено, но скважина номер 2 не пострадала. В 1945 году, после войны, начались восстановительно-ремонтные работы и уже в марте 1945 года ванное отделение в правом крыле использовалось советскими солдатами, а находящееся в левом крыле ванное отделение, и также женское отделение, могло использовать население.
В 1949 году создано совместное грязевое отделение. С 1950 году в этом отделении ввели гинекологические грязевые аппликации. В 1952 году появились процедуры физио- и электротерапии, а также солевая ванна. С 26 ноября 1963 года купальня открыта и зимой.
В 1981 году мужское общественное банное отделение прекратило работать и на его месте открыто совместное лечебное отделение. В следующем году на месте женского общественного банного отделения начато создание бальнеолечебницы амбулаторного типа, которая работает комплексным физиотерапическим отделением.

## Здание
Циглер занимался проектированием здания больше двадцати лет, но когда он умер в 1905 году, построением здания управляли его непосредственные сотрудники Эдэ Дворак и Кальман Герштер. Юго-восточное крыло здания, которое выходит на Городской парк, построено в стиле классицизма, однако большинство элементов оформлены в стиле неоренессанса.
Во внешней и внутренней декорациях здания одинаково важную роль играет использование мотивов, связанных с водой: стилизованные водные чудовища, ракушки, рыбы, русалки находятся на канделябрах перед купальней и на внешних декорациях здания. Эти элементы использовали также на капителях, декоративной посуде и кафеле в качестве внутренней декорации.
В 1926 году по планам Имре Франчека построен бассейный сектор купальни, в рамках которого три бассейна полукругом окружены зданием, построенным в стиле «свежего возрождения». Пространство вокруг внешних бассейнов и само здание украшены многочисленными статуями, по бокам простирающихся продолговатых бассейнов находятся по одному фонтану.
Купальня, построенная в двух этапах, с архитектурной точки зрения имеет единый облик, однако своим стилем представляет эклектику и историзм. По многочисленным источникам она описывается как здание в стиле необарокко, в других местах оценивают как пример неоренессанса.
Благодаря мотивам, связанным с водой, здание можно толковать как своего рода «купальный дворец», где внутренние архитектурные решения подчинены купальной культуре. Подобно термальному отделению лечебной купальни Геллерт, купальня Сеченьи тоже имеет зеркальную структуру — в обоих крыльях здания находятся одинаковые бассейны. Причиной этого является то, что во время планирования здания для разделения полов в двух крыльях поместили одинаковые бассейны, а так как ныне два термальных бассейна, находящихся в восточном крыле здания, относятся к бальнеолечебнице амбулаторного типа, зеркальная структура купальни не совсем ощутима для посетителей.

### Зал под куполом

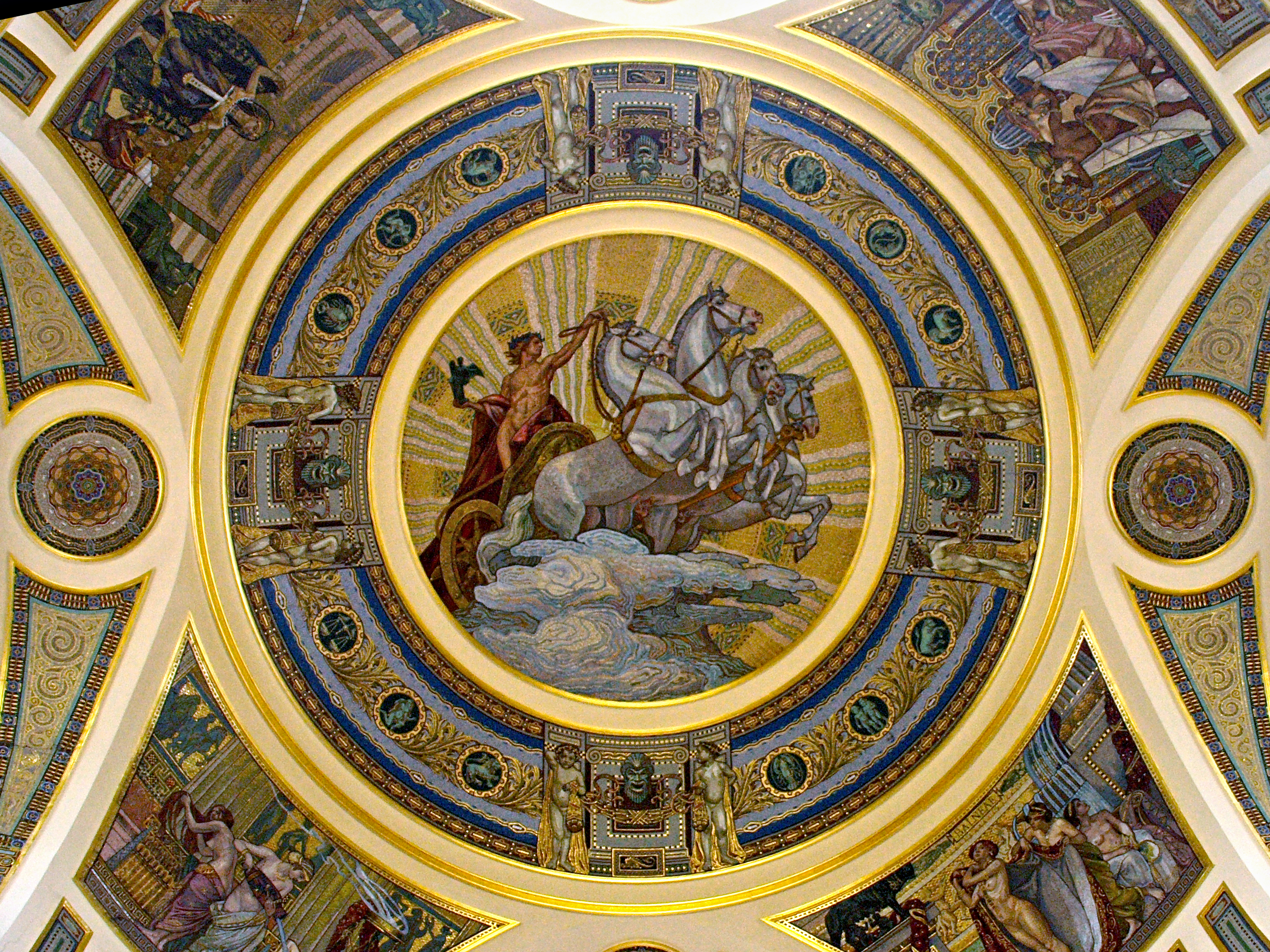
Гелиос, бог солнца, управляет своей квадригой

В четырёх углах главного купола находится композиция с тритонами, созданная младшим Дьёрдьем Ваштагом, Дьюлой Безереди, Деже Лани и Иштваном Сентдьёрди. В середине расположены лебеди и дельфины Белы Маркупа.
При входе в зал под куполом можно видеть работу скульптора Йожефа Роны, фонтан под названием Кентавр — рыбак тритонов. Мозаичные картины в куполе являются работой Жигмонда Вайды. На самой вершине купола находится Гелиос, бог солнца, управляющий своей конной четверней. Между четырьмя полуциркульными окнами видны греческие, римские, восточные и египетские купальные сцены. Центральную картину опоясывают зодиакальные созвездия. Дальнейшие символические картины изображают горячий, лечебный, питевой источники и фонтан. На двух сторонах зала в полуциркульных частях находятся картины Силы и Красоты. Крашенные витражи изготовлены Микшей Ротом. Скульптуры путто и капители являются работой Гезы Мароти, а слесарные работы (покрытие радиаторов и консоли) исполнены Дьюлой Юнгфером.

### Ремонтные работы и обновление

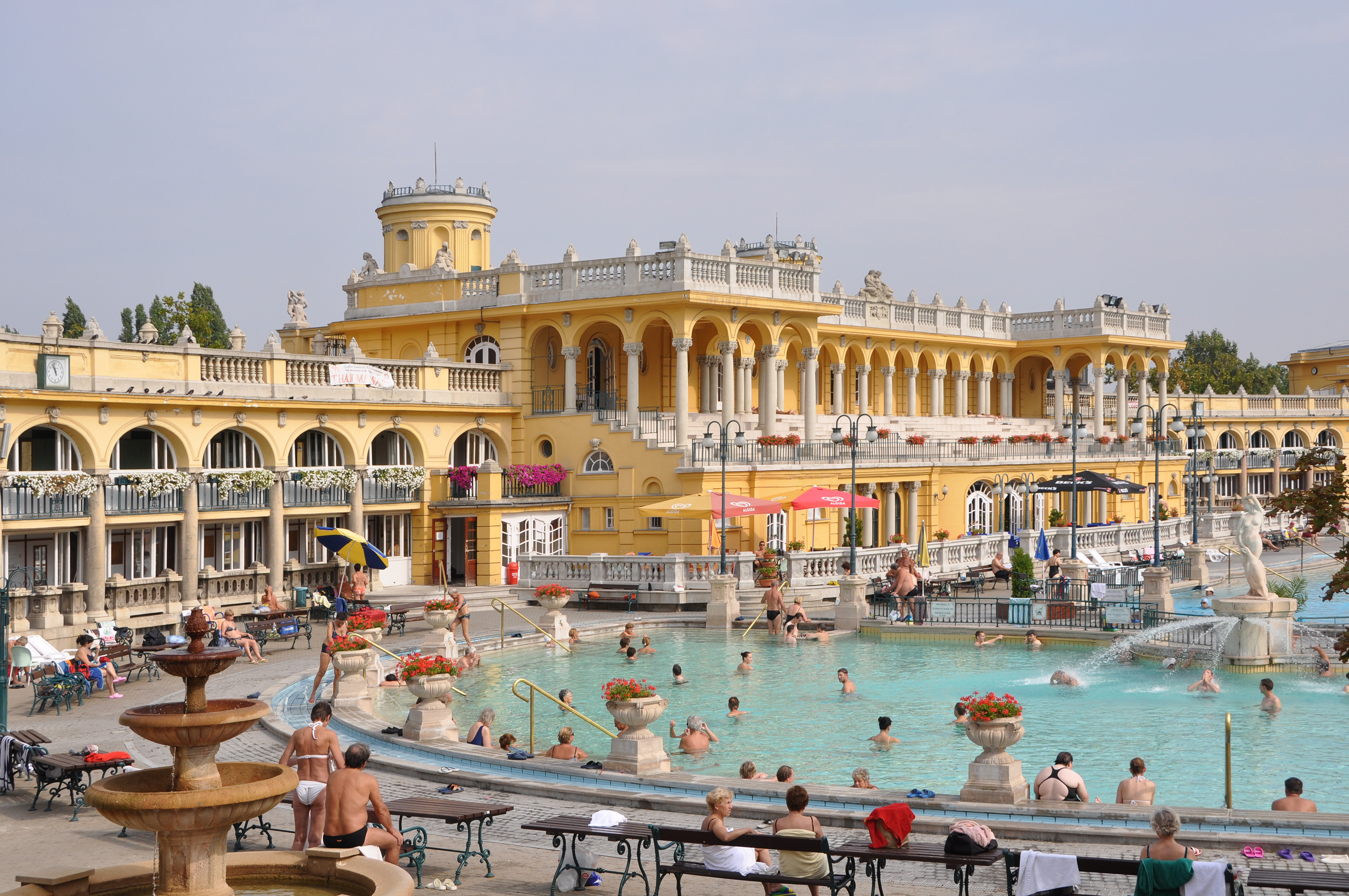
Крыло Франчек купальни

Состояние купальни значительно ухудшилось ко второй половине XX века (чёрные, заплесневелые стены, покрашенный в разные цвета фасад), потому что ремонтные работы имели только случайный характер и ограничивались лишь решением срочных проблем.
Настоящие ремонтные работы начались в 1997 году. Сначала приступили к реконструкции крыла Франчека (на стороне пляжа), как памятника архитектуры. Стены получили свой оригинальный, желтоватый цвет, отсутствующие элементы дополнены из искусственного камня, внешние лестницы и террасы отреставрированы.
Бассейны снабдили системами циркуляции и очистки воды в соответствии с нормами Евросоюза. Исключением являются бассейны, которые исполняют лечебную роль, потому что циркуляция воды в их случае могла бы испортить или повредить лечебному воздействию воды. Во время ремонта один из внешних бассейнов превратили в бассейн с сюрпризами.
С лета 2003 года продолжался ремонт крыши и фасада крыла Франчека, а также началось обновление крыла Циглера (совместная термальная сторона) и питьевого павильона. В случае павильона использовали только несколько элементов из оригинальных планов. Причиной этого является то, что оригинальный павильон не подходил бы требованиям и предписаниям эпохи.
В 2004 году закончился ремонт главного фасада крыла Циглера вместе с модернизацией электрической и механической сетей. Поскольку реконструкцию некоторых скульптур можно провести только в мастерской, они были временно удалены. Некоторые элементы орнамента пребывали в таком плохом состоянии, что их нельзя было спасти и поэтому необходимо поменять на новые. В конце 2005 года началась реконструкция зала под куполом (который считается самой декоративной частью здания благодаря своим мозаичным картинам и лепнинам), она полностью закончилась к лету 2006 года.
Ремонтные работы продолжались и в 2007 году. В первой половине года отремонтированы бассейн нагрузочной лечебной ванны, раздевалки со шкафчиками и солнечные ванны на крыше в бассейно-пляжном секторе бальнеолечебницы амбулаторного типа.
С 2008 года планируется реконструкция совместной парной и частей с бассейнами, раздевалок и помещений для процедур.

### Бассейны, сауны и парные купальни

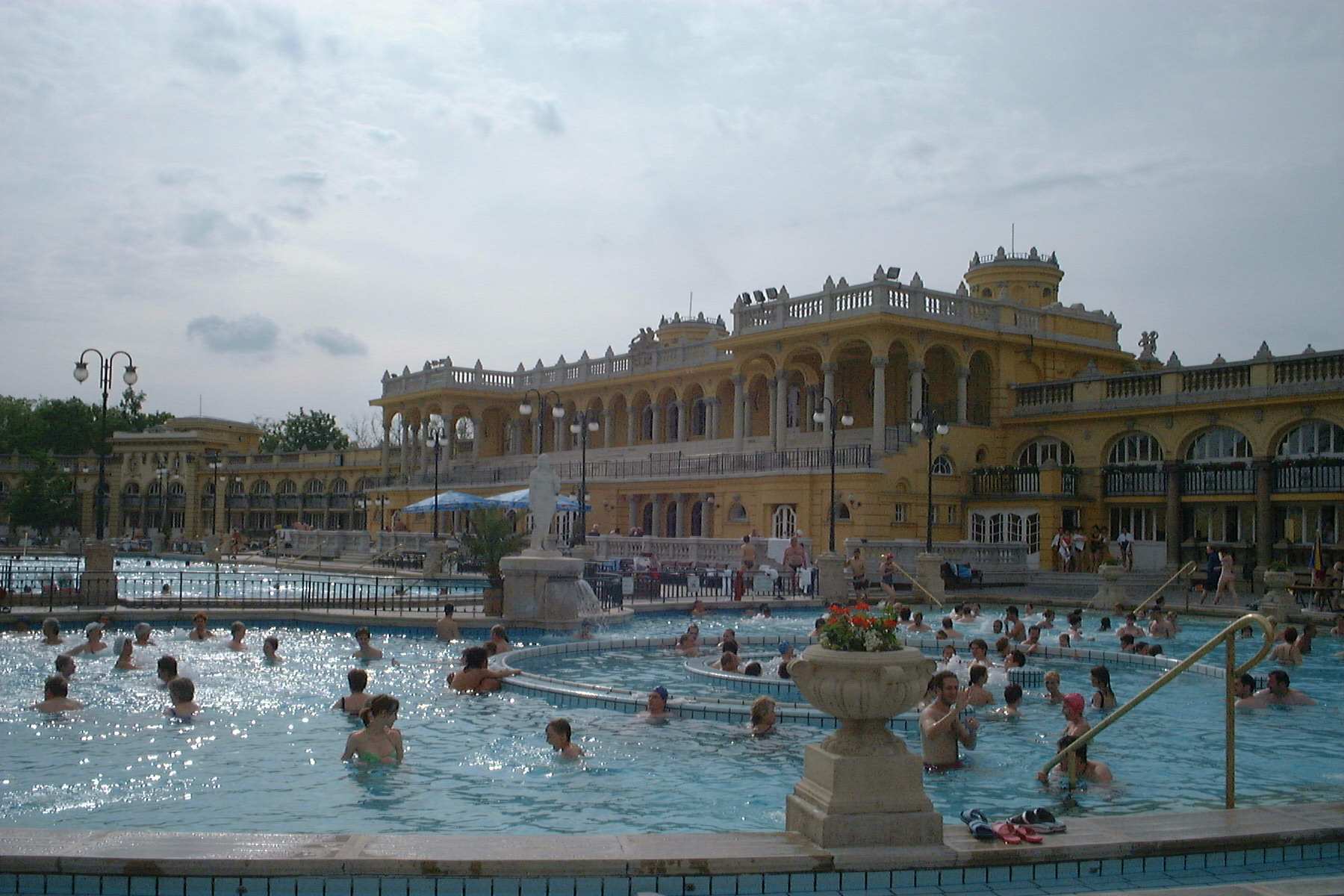
Бассейн с сюрпризами под открытым небом

Войдя в купальню со стороны главного входа через раздевалки с кабинами, можно увидеть два термальных бассейна, находящихся на оси здания: один продолговатый с температурой воды 38 °С, второй полукруглый с температурой воды 34 °С. За последним находится полукруглая площадка для отдыха. Из этого же зала можно попасть во влажную парилку с температурой 40—50 °С, перед которой находится душевая.
Пройдя налево из центрального зала, можно попасть в бассейн с температурой 28 °С, где периодически работает искусственное течение. Пройдя дальше, можно увидеть октогонический бассейн с лечебной водой с температурой 36 °С. Рядом с бассейном находятся две сауны, световая и ароматическая, а также парилка с температурой 50 °С. К ним принадлежит купель с температурой 18 °С.
Дальше находятся бассейны под открытым небом. Ещё дальше находится зал с бассейнами, украшенный красными колоннами и кувшинами. Температура термальной воды продолговатого бассейна в форме прямоугольника 35 °С, а термальной воды полукруглого бассейна — 38 °С. В конце зала находятся две меньших купели с температурой 40 °С и 20 °С, а также парилка с ромашкой.
Направо из зала с бассейнами, расположенного на центральной оси здания, находятся приблизительно такие же бассейны, однако вместо искусственного течения, которое работает в левом крыле, здесь находятся один меньший бассейн и один продолговатый, с температурой воды 38 °С и 30—32 °С. В последнем с 8:00 до 17:30 каждые полчаса проводят бесплатный водный фитнес. За этим залом с бассейнами находится октогонический бассейн правого крыла здания, вокруг него расположены сауна и парилка (сауна с двумя одинаковыми залами), обе с температурой 50 °С, а также купель с температурой 20 °С. Эквиваленты двух термальных бассейнов, находящихся в другом крыле, здесь недоступны гостям купальни, потому что они принадлежат к бальнеолечебнице амбулаторного типа. Здесь находится также подводная экстензия для больных с направлением от соцстраха. Внешние бассейны тоже доступны из этого крыла здания.
От внешних бассейнов одна лестница ведёт к подвальным саунам, расположенным в обоих крыльях здания. Каждой из этих саун, вмещающих в себя до 40 человек, принадлежит по одной купели с температурой 18 °С.
В открытой части купальни Сеченьи находятся три бассейна: в середине — плавательный бассейн с температурой 26—28 °С, в котором по местному обычаю плавают по кругу (подобно плавательному бассейну купальни Геллерт). Это единственный бассейн, где обязательно надо использовать плавательную шапочку. В бассейне, расположенном к востоку от этого бассейна, лечебная вода с температурой 38 °С, а в западном бассейне с сюрпризами температура воды 32—34 °С. В этом бассейне работают искусственное течение, струйный массаж для спины, подводные пузыри и душ для шеи.

## Лечебная вода купальни

### Источник купальни
Первую артезианскую скважину, снабжающую купальню водой, пробурил Вильмош Жигмонди в 1868—1878 годах. Из скважины глубиной 970 м забила вода с температурой 74,5 °С. В 1936 году под руководством Ференца Паваи Вайны пробурили вторую скважину: с глубины 1240 метров бьёт самый горячий термальный источник Европы, температура которого 77 °С.

### Действие и состав
Термальная вода содержит натрий, она богата кальциево-магниево-гидрокарбонатными сульфатными материалами, а также содержит значительное количество фтора и метаборной кислоты. Вода питьевого колодца кальциево-магниево-гидрокарбонатная, хлоридная, сульфатная, является лечебной водой, которая содержит щелочь и значительное количество фтора. Лечебная вода рекомендуется страдающим дегенеративными болезнями суставов, а также для дополнения курсов лечения хронических и полуострых воспалений суставов, ортопедической терапии и посттравматической реабилитации.
Состав лечебной воды купальни Сеченьи на основе известковых таблиц, находящихся в здании, следующий:
| Анионы        | Количество   | Катионы | Количество | Прочие                 | Количество |
| ------------- | ------------ | ------- | ---------- | ---------------------- | ---------- |
| Хлорид        | 197 мг       | Натрий  | 176,2 мг   | Метаборная кислота     | 6,5 мг     |
| Бромид        | 0,2 мг       | Кальций | 156 мг     | Метакремниевая кислота | 36,4 мг    |
| Йодид         | 0,07 мг      | Магний  | 35,0 мг    | Свободная углекислота  | н.д.       |
| Фтор          | 2,75 мг      | Железо  | н.д.       | Растворенный кислород  | н.д.       |
| Сульфат       | 211,2 мг     | Калий   | 21,4 мг    |                        |            |
| Гидрокарбонат | 554,6 мг     | Литий   | 0,2 мг     |                        |            |
| Сульфид       | 1,21 мг      |         |            |                        |            |
| Всего         | 1774,53 мг/л |         |            |                        | -          |

Н. д. = нет данных

## Интересные факты
- В 2010 году интернет-издание американского журнала Life опубликовало список 12 самых грязных мест мира, в который включена и купальня Сеченьи[7]. После публикации статьи в результате возмущённых комментариев читателей купальню убрали из списка. Будапештское ЗАО Лечебных и Термальных Купален также выразило своё возмущение и объявило, что местные нормы эксплуатации купален в некоторых случаях строже, чем нормы Евросоюза, а также, что в течение десяти лет до публикации статьи не зарегистрировано никаких случаев заболевания от воды. На основе тогдашней информации Венгерское Туристическое ЗАО обдумывало возбудить иск на возмещение убытков[8].
- В купальне Сеченьи регулярно можно купаться и в рамках ночных мероприятий, в первые месяцы года в рамках мероприятия под названием Ночь Купален[9], а летом в рамках мероприятия под заглавием Cinetrip.[10].
- Бегемот в столичном зоопарке получает воду для купания из одного из источников купальни Сеченьи, потому что её химический состав похож на состав воды в Ниле.

## Галерея

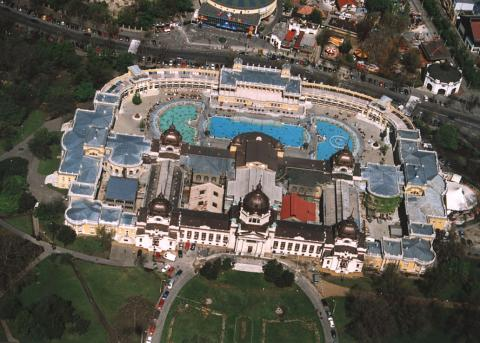
Воздушный вид лечебной купальни Сеченьи
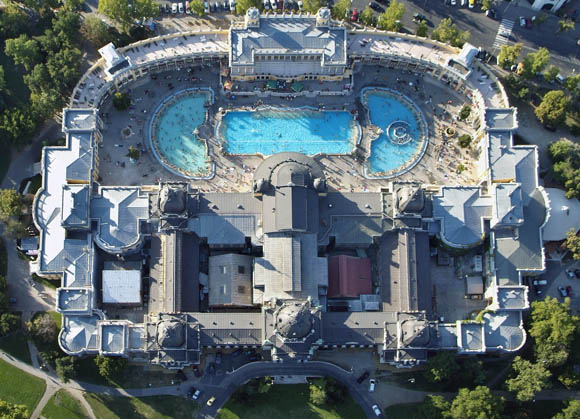
Воздушный снимок лечебной купальни
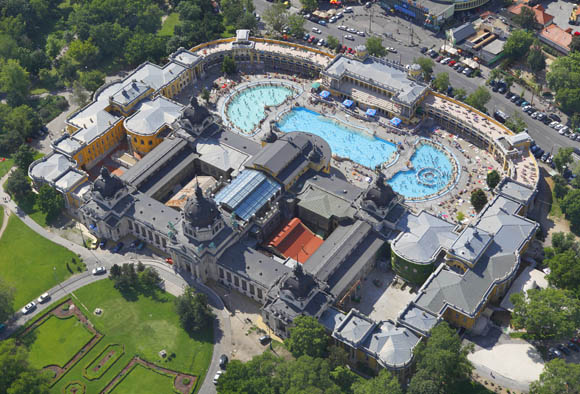
Воздушный снимок лечебной купальни
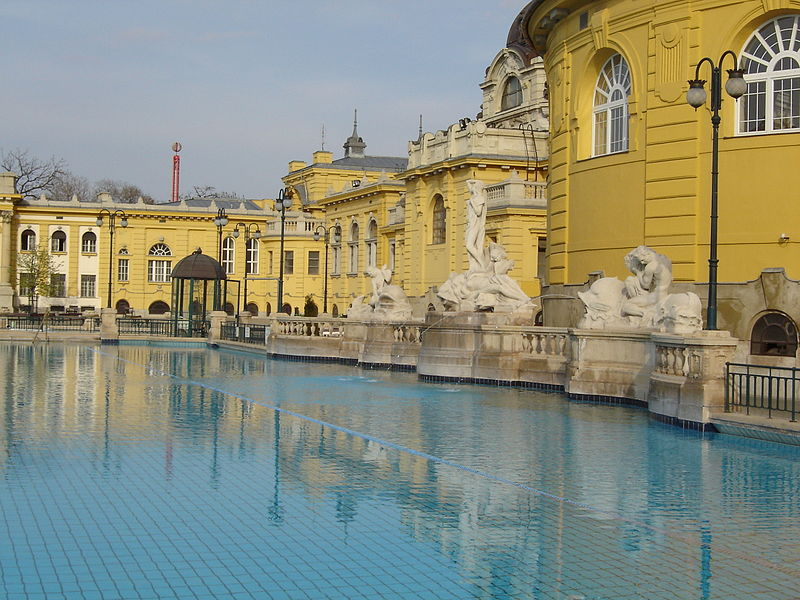
Плавательный бассейн купальни
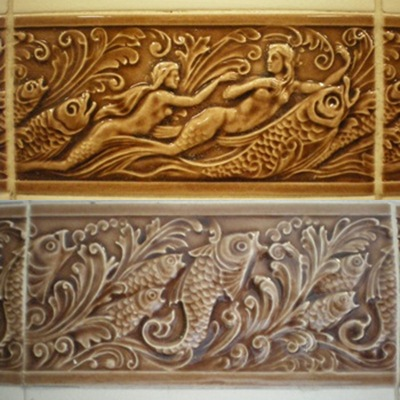
Указывающие на воду мотивы на кафеле купальни
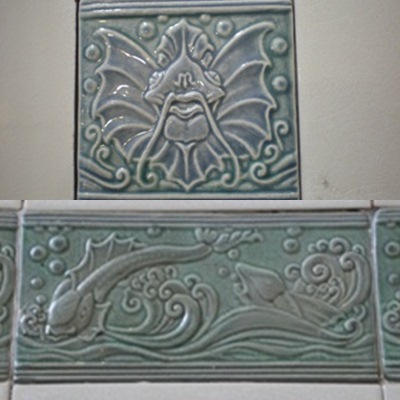
Указывающие на воду мотивы на кафеле купальни
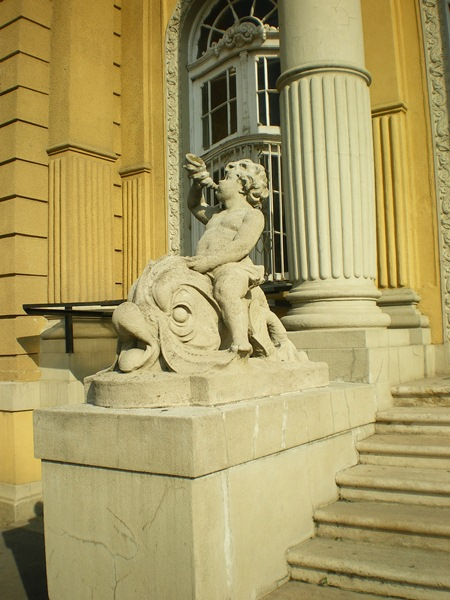
Внешняя скульптура — путто, трубящий раковину, сидит на стилизованном рыбообразном существе
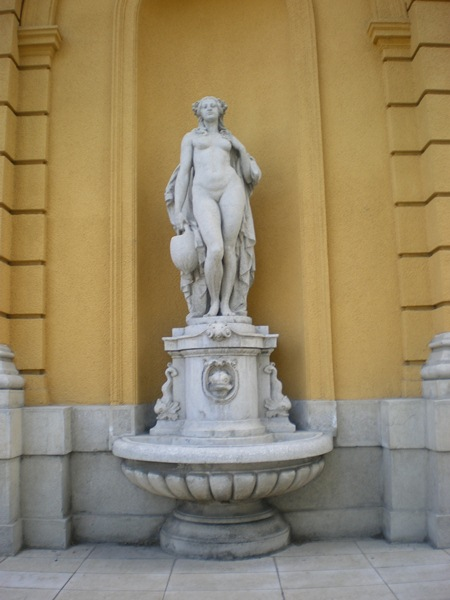
Внешняя скульптура — женская фигура с указывающим на воду кувшином в руке
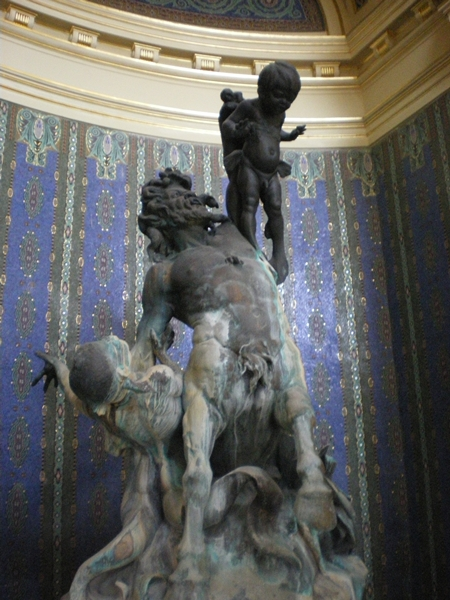
Скульптура кентавра — рыбака тритонов в зале под куполом в крыле Циглера
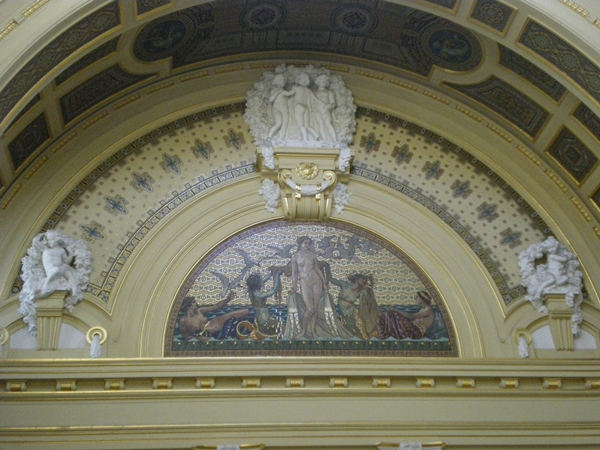
Мозаика красоты в зале под куполом
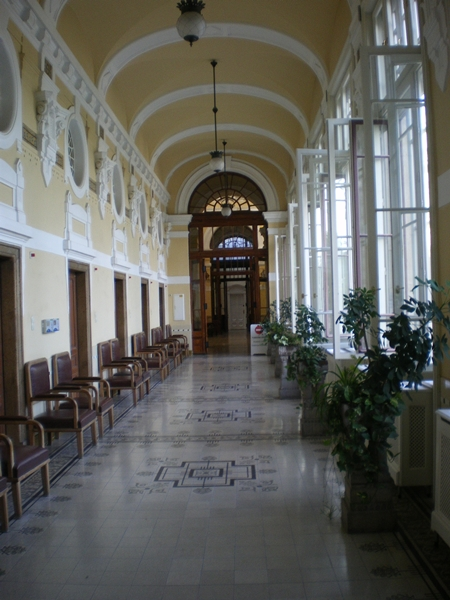
Коридор в крыле Циглера
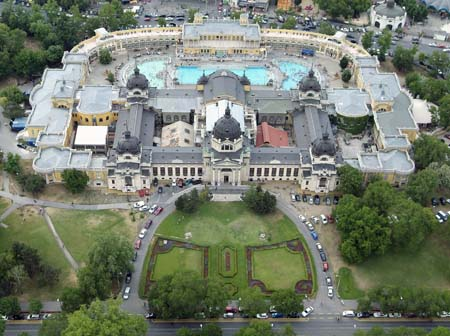
Воздушный снимок лечебной купальни — хорошо видно раньше построенное крыло Циглера
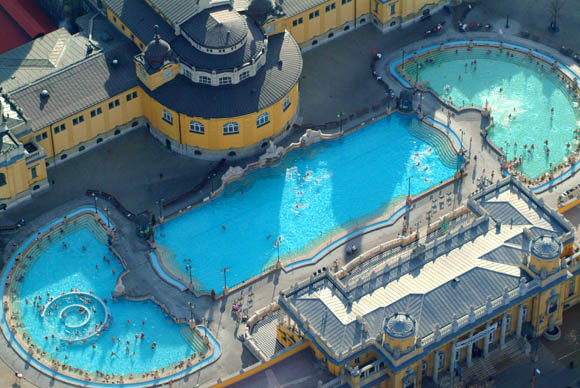
Воздушный снимок лечебной купальни — в середине плавательный бассейн, налево бассейн с сюрпризами, направо термальный бассейн
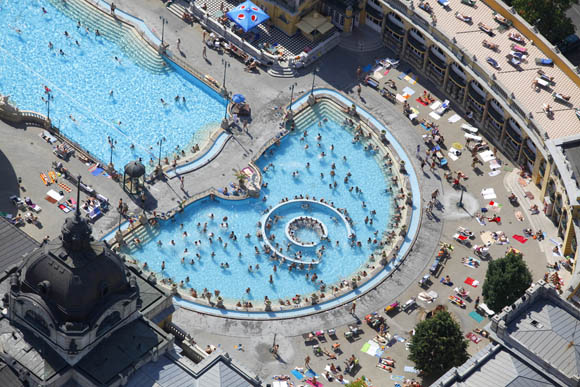
Воздушный снимок купальни — бассейн с сюрпризами